# Repulse Bay (Hongkong)
Repulse Bay (chinesisch 淺水灣, Pinyin Qiǎnshuǐwān) ist eine der bekanntesten Buchten und ein gehobenes Wohnviertel im Süden der Hongkong-Insel in der Sonderverwaltungszone Hongkong der Volksrepublik China. Sie ist bekannt für ihren Sandstrand, luxuriöse Wohnanlagen und eine malerische Umgebung, die sowohl Einheimische als auch Touristen anzieht.

## Geografie
Repulse Bay liegt an der Südküste der Hongkong-Insel und bietet einen der größten und beliebtesten Strände der Region. Die Bucht wird von Hügeln und grünen Landschaften umgeben, die einen Kontrast zur geschäftigen Innenstadt Hongkongs bilden. Sie grenzt im Westen an Deep Water Bay und im Osten an Middle Bay.

## Geschichte
Der Name "Repulse Bay" stammt aus der Kolonialzeit und ist vermutlich mit einem britischen Kriegsschiff, der HMS Repulse, verbunden, das in der Bucht stationiert war. Ursprünglich war die Bucht ein ruhiger Rückzugsort für Fischer und ein strategischer Ort für die britische Marine. Im Laufe der Jahre entwickelte sich Repulse Bay zu einem beliebten Badeort, insbesondere während der 1920er und 1930er Jahre, als das berühmte Repulse Bay Hotel errichtet wurde.
Das Hotel, das 1920 eröffnet wurde, war ein Symbol kolonialen Luxus und zog zahlreiche prominente Gäste an. Es wurde jedoch in den 1980er Jahren abgerissen, um Platz für moderne Wohngebäude zu schaffen. Heute erinnert ein restaurierter Teil des ursprünglichen Gebäudes an die glanzvolle Vergangenheit.

## Strand und Freizeit
Der Strand von Repulse Bay ist für seinen weichen Sand und seine gepflegten Einrichtungen bekannt. Es gibt eine breite Strandpromenade, Restaurants, Cafés und eine Badeaufsicht, die für die Sicherheit der Besucher sorgt. Das klare Wasser und die ruhige Atmosphäre machen die Bucht zu einem beliebten Ziel für Schwimmen, Sonnenbaden und Wassersport.
Ein markantes Wahrzeichen ist der Tempelgarten am östlichen Ende des Strandes, der den Göttern Tin Hau und Kwun Yam gewidmet ist. Hier befinden sich mehrere große Statuen und traditionelle chinesische Architektur, die von Besuchern häufig fotografiert werden.

## Wohnviertel
Repulse Bay gilt als eine der exklusivsten Wohngegenden in Hongkong. Die Gegend ist bekannt für ihre luxuriösen Apartments und Villen, die oft spektakuläre Ausblicke auf das Südchinesische Meer bieten. Zu den bemerkenswerten Bauwerken gehört The Lily, ein modernes Wohngebäude mit einzigartigem architektonischem Design.

## Verkehrsanbindung
Repulse Bay ist über die Repulse Bay Road erreichbar, die die Wong Nai Chung Gap Road mit der Tai Tam Road verbindet. Die Bucht ist bequem mit öffentlichen Verkehrsmitteln erreichbar, da zahlreiche Buslinien dorthin fahren. Besucher können beispielsweise die Busse Nr. 6, 6A, 6X, 66 oder 260 von Central sowie 63 und 65 von Causeway Bay und North Point nutzen. Auch der Bus 73 verbindet Repulse Bay mit Cyberport und Aberdeen.

## Sehenswürdigkeiten
- **Tin Hau und Kwun Yam Tempelgarten** – Ein traditioneller chinesischer Tempelbereich mit imposanten Statuen.
- **The Pulse** – Ein modernes Einkaufs- und Freizeitcenter direkt an der Strandpromenade.
- **Middle Island** – Eine kleine Insel vor der Küste, die für Segler und Ruderer zugänglich ist.

## Kultur und Medien
Repulse Bay ist häufig Schauplatz in Filmen und Fernsehsendungen, die die Schönheit und den Luxus der Region betonen. Die Bucht ist auch ein beliebtes Ziel für Hochzeitsfotografie.